# Instituto Geofísico del Perú
El Instituto Geofísico del Perú (IGP) es un organismo público descentralizado (OPD), dependiente del Ministerio del Ambiente, que se encarga de la detección de desastres naturales de magnitud destructiva (terremotos, tsunamis, erupciones volcánicas, huaicos, entre otros).
Este OPD del sector ambiental cumple un rol social, contribuyendo a prevenir y mitigar fenómenos con gran potencial destructivo: terremotos, tsunamis, erupciones volcánicas, inundaciones, huaicos y sequías. Del mismo modo, contribuye a un mejor aprovechamiento de los recursos físicos. Igualmente, ofrece a las universidades y profesionales peruanos la oportunidad de realizar investigaciones científicas en Perú. 

## Reseña
La historia del IGP se remonta al año 1920 aproximadamente, fecha en que se crea el Observatorio Geofísico de Huancayo (provincia de Huancayo, Departamento de Junín). Sin embargo, es necesario considerar que el Instituto Geofísico pasó por tres etapas antes de constituirse como tal. En una primera etapa, entre 1922 y 1947, el Observatorio Magnético de Huancayo estuvo bajo la administración del Departamento de Magnetismo Terrestre de la Institución Carnegie de Washington y en una segunda, entre 1947 y 1962, como Instituto Geofísico de Huancayo (IGH), siendo este un organismo autónomo del Gobierno del Perú. Finalmente, en enero de 1962 en reemplazo del IGH surge el Instituto Geofísico del Perú con el acuerdo de trasladar la sede ejecutiva de Huancayo a Lima.
Los ingenieros Alberto Giesecke y Mateo Casaverde han publicado en la Revista Geofísica, N°49 (julio - diciembre de 1998) del Instituto Panamericano de Geografía e Historia, el artículo “Historia del Observatorio Magnético de Huancayo” y en el cual resumen la historia técnica, científica e institucional de este observatorio al cual se encuentra ligada la historia del IGP. El IGP dependió entre 1981 y el 2009 del Ministerio de Educación.

### Acontecimientos
- 6 de noviembre de 1947: creación del IGH, con sede en Huancayo.
- 6 de julio de 1962: reconocimiento oficial y fundación del IGP.
- 21 de marzo de 1969: reconocimiento del IGP como organismo oficial encargado de realizar estudios e investigaciones de carácter geofísico.
- 12 de junio de 1981: ley de creación del IGP en el sector educación.

## Centros de Investigación
- Laboratorio Central, ubicado en la ciudad de Lima.
- Radio Observatorio de Jicamarca.
- Observatorio Geofísico de Huancayo.
- Planetario Nacional Peruano Japonés Mutsumi Ishitsuka.